# Корневища с корнями валерианы
Корневища с корнями валерианы (Rhizomata cum radicibus Valerianae) — седативное средство.

## Общая информация
Собранные осенью или ранней весной, очищенные, обмытые и высушенные корневища и корни культивируемого и дикорастущего многолетнего травянистого растения валерианы лекарственной (Valeriana officinalis L.), сем. валериановых (Valerianaceae).
Содержат эфирное масло, главную часть которого составляет сложный эфир борнеола и изовалериановой кислоты, свободную валериановую кислоту и борнеол, органические кислоты в том числе валериановую кислоту (С15H22О2), оказывающую спазмолитическое действие], алкалоиды (валерин и хатинин), дубильные вещества, сахара и другие вещества.
Препараты валерианы широко применяются в качестве седативных средств. Они уменьшают возбудимость ЦНС, усиливают действие снотворных, обладают также спазмолитическими свойствами. Их применяют как успокаивающие средства при нервном возбуждении, бессоннице, неврозах сердечно-сосудистой системы, спазмах желудочно-кишечного тракта и т. п., часто в сочетании с другими успокаивающими и сердечными средствами.
Для удобства применения выпускаются брикеты корневища с корнями валерианы, изготовленные из измельчённого сырья.
В 1949 году фармакологическим комитетом Ученого медицинского совета Министерства здравоохранения СССР вместо валерианы лекарственной разрешена к применению патриния.